# Могильне
Моги́льне — село в Заваллівській громаді Голованівського району Кіровоградської області України. Розташоване за 18 км на південний схід від Гайворона.
Функціонують загальноосвітня школа І-ІІІ ступенів, 2 Будинки культури, дитячий садок, лікарська амбулаторія, аптека, бібліотека, відділення зв'язку, заклади торгівлі. При школі створено краєзнавчий музей.
Населення становить 1776 осіб.

## Географія
Див. Походження назв гідронімів села Могильне. Селом тече річка Ташлик.

## Історія села
Поселення відоме з XV століття. Утворилося від злиття трьох хуторів — Петриків, Максимів, Могилюків. Їх ще іменували Могилянські хутори і можливо тому, що на околиці було багато могил-курганів. Під час їх розкопок було виявлено поселення трипільської культури (ІІІ тисячоліття до н. е.) та курган доби бронзи (ІІ тисячоліття до н. е.).
За переказами село належало графу Потоцькому, а потім перейшло у власність А.Підгорському, а в 1863 р. — до барона Гінцбурга. У 1859 р. на північній околиці села збудовано цукровий завод. Належав він Товариству Могильненського цукрового заводу, основний капітал якого на 1914 р. становив 2.000.000 крб., запасний — 136678 крб. Директором заводу у 1914 р. був Е. П. Заблудовський. На заводі працювало 584 робітники, знаходилось 12 парових двигунів загальною потужністю 250 к/с, а також 2 котли Меньє і 7 Ферб.
Перший дерев'яний храм збудовано у 1754 р. на честь Покрови Пресвятої Богородиці. У 1869 р. споруджено цегляну церкву «в память дарования свободы крестьянам от крепостной зависимости». Ця споруда зводилась із спеціально виготовленої цегли на віки. її метрові, а подекуди і півтораметрові стіни, завершувались угорі банями з позолоченими хрестами. У 1934 р. у цю святиню увірвався сатанинський смерч. Було знято куполи з хрестами, скинуто і розбито дзвони, а все церковне майно розграбоване. Знищено церковні книги, де протягом майже 200 років велися записи хрещення новонароджених і вінчання молодожонів.
У 80-х роках представники влади виношували плани розібрати приміщення церкви. Прибула з графітового комбінату потужна техніка. Але стіни виявились надміцними і руйнації не піддались. Був намір застосувати піротехнічні засоби. Та цьому не судилося збутися. В 1989 р. відновлено роботу храму. У 1997 році його віднесено до переліку пам'яток архітектури.
Церковнопарафіяльна школа відкрита у 1866 році. Священик і псаломщик навчали дітей Закону Божому, писати, рахувати, церковним пісне співам. Із збільшення населення у 1895 р. збудували нову церковнопарафіяльну школу.

### XXст.
У 1920 р. створено комнезам, а через два роки — трудову сільськогосподарську спілку «Господар». У 1923 р. почала діяти артіль «Плуг». Під час колективізації створюються колгоспи «Політвідділ», «Трактор», «Комунар». Через відсутність техніки праця в господарствах залишалася малоефективною. І тільки з будівництвом Могильненської МТС у 1938 р., почалось поступове піднесення колгоспів.
734 жителі села брали участь у Німецько-радянській війні, з них загинуло 363, нагороджено орденами і медалями 368 чоловік. Уродженці Могильного Д. І. Осатюк і Ф. С. Костюк удостоєні звання Героя Радянського Союзу. Воїнам-визволителям у 1954 р. споруджено пам'ятник.
Інтенсивно відбудовувалось село у повоєнні роки. Розвивались рослинницька і тваринницька галузі колгоспу «Зоря комунізму» і Могильненського відділка радгоспу. Велика група хліборобів і тваринників нагороджена орденами і медалями. А головному агроному радгоспу Л. С. Кравченку присвоєно звання Героя Соціалістичної Праці.
У 70-х роках минулого століття було збудовано комплекс по відгодівлі ВРХ і комбікормовий завод.
Під час здійснення земельної реформи (починаючи з 1990-х) ліквідовано радгосп і колгосп. Нині (2010-ті) у селі діють ПСП «Славутич» і ВАТ «Інвестагросервіс». Обробляють землю також фермерські господарства і одноосібники.:)

## Населення
Згідно з переписом УРСР 1989 року чисельність наявного населення села становила 2705 осіб, з яких 1154 чоловіки та 1551 жінка.
За переписом населення України 2001 року в селі мешкала 2351 особа.

### Мова
Розподіл населення за рідною мовою за даними перепису 2001 року:
| Мова       | Відсоток |
| ---------- | -------- |
| українська | 98,68 %  |
| російська  | 1,06 %   |
| вірменська | 0,17 %   |
| молдовська | 0,04 %   |

## Відомі люди
Могильне — батьківщина академіка, директора НДІ психології УРСР Г. С. Костюка, доктора технічних наук, директора Московського інституту радіоелектроніки, лауреата Державної премії СРСР А. П. Земнорія, професора Московського інституту радіоелектроніки М. С. Гасюка, кандидата філологічних наук, зав. кафедрою історії зарубіжної літератури Донецького держуніверситету Т. Т. Духовного, кандидата технічних наук Г. М. Гасюка, кандидата сільськогосподарських наук, декана агрономічного факультету Білоцерківського сільськогосподарського університету М. Г. Коломійця та ін.
В селі народились: письменники В. К. Миколюк (за сфабрикованими звинуваченнями розстріляний у 1937 р.), П. С. Шарандак, Г. С. Бровченко (Берізка), О.Марунич, Ф.Фрідман та ін.
- Берізка Галина Спиридонівна (1920-2007) — українська поетеса та діячка ОУН. Народился в Могильному та майже 20 років викладала українську мову й літературу в Могильненській середній школі.
- Костюк Григо́рій Си́лович [ (23) листопада 1899, село Могильне, Херсонської губернії, Російської імперії (нині Гайворонського району Кіровоградської області, Україна) — 25 січня 1982, Київ)] — український радянський психолог.
- Костюк Федір Семенович (25.05.1915 — 1994) — командир танкової роти, старший лейтенант, Герой Радянського Союзу (1945).
- Машкевич Олег Львович (1925—1996) — український майстер художнього ткацтва.
- Мельник Степан Кирилович (1913—1995)  — доктор історичних наук, професор.
- Осатюк Дмитро Іванович (1917—1999) — командир танкової роти, учасник прориву блокади Ленінграда, Герой Радянського Союзу (1943).

## Могильне в роботах дослідників
Подільською Палатою Громадянського Суду засвідчено продаж петербургському купцю єврею Г. Гінцбургу поміщиком І. Печорським маєтку: поселення Могильна, Заваль, Сальків. Плата становила 306000 крб. за 9244 дес. 1193 сажні і селян 586 і 178 в перших двох селах, а Сальків заселено людьми вільного стану.
«…Через випадки більш-менш помітного бажання євреїв до купівлі земель в Південно-Західному краї, журнал „Імператорського Товариства Сільського господарства південної Росії“ висловив декілька своїх думок відносно наслідків цих дій». Так, між іншим, у статті, названого журналу, Д. Мансфельда, присвяченій цьому предмету, говориться:
|  | «Будь-хто з наших землевласників знає дуже добре, що зробилось з його маєтком з тих пір, як він потрапив в оренду на короткий час в єврейські руки. Бажання швидко отримати прибуток, торговельні прийоми господарювання і експлуатація ґрунту — взяли з маєтку дуже багато невідворотного, а вклали мало». |